# Ньютон (округ, Міссурі)
Шаблон:StateAbbr_ 36°55′ пн. ш. 94°20′ зх. д. / 36.91° пн. ш. 94.33° зх. д.
Округ  Ньютон (англ. Newton County) — округ (графство) у штаті Міссурі, США. Ідентифікатор округу 29145.

## Історія
Округ утворений 1838 року.

## Демографія
За даними перепису 
2000 року 
загальне населення округу становило 52636 осіб, зокрема міського населення було 18579, а сільського — 34057.
Серед мешканців округу чоловіків було 25720, а жінок — 26916. В окрузі було 20140 домогосподарств, 14733 родин, які мешкали в 21897 будинках.
Середній розмір родини становив 3.
Віковий розподіл населення поданий у таблиці:
| Стать    | До 15 років | 15-21 | 22-29 | 30-39 | 40-49 | 50-65 | 65-85 | Понад 85 |
| -------- | ----------- | ----- | ----- | ----- | ----- | ----- | ----- | -------- |
| Чоловіки | 5822        | 2738  | 2411  | 3572  | 3769  | 4306  | 2849  | 253      |
| Жінки    | 5636        | 2517  | 2346  | 3645  | 3927  | 4559  | 3646  | 640      |

## Суміжні округи
- Джеспер — північ
- Лоуренс — північний схід
- Баррі — південний схід
- Макдональд — південь
- Оттава, Оклахома — захід
- Черокі, Канзас — північний захід

## Виноски
1. ↑  U.S. Decennial Census. United States Census Bureau. Процитовано 17 листопада 2014.
2. ↑  Historical Census Browser. University of Virginia Library. Архів оригіналу за 11 серпня 2012. Процитовано 17 листопада 2014.
3. ↑  Population of Counties by Decennial Census: 1900 to 1990. United States Census Bureau. Процитовано 17 листопада 2014.
4. ↑  Census 2000 PHC-T-4. Ranking Tables for Counties: 1990 and 2000 (PDF). United States Census Bureau. Процитовано 17 листопада 2014.
5. ↑  State & County QuickFacts. United States Census Bureau. Архів оригіналу за 7 червня 2011. Процитовано 12 вересня 2013.(англ.) Наведено за англійською вікіпедією.
6. ↑  American FactFinder. Бюро перепису населення США. Архів оригіналу за 26 лютого 2012. Процитовано 31 січня 2008.

| США | Це незавершена стаття з географії США. Ви можете допомогти проєкту, виправивши або дописавши її. |